# Christopher Middleton
Christopher Middleton FRS (n. 1690, Newton Bewley⁠(d), Hartlepool⁠(d), Anglia, Regatul Unit – d. 12 februarie 1770, Norton⁠(d), Stockton-on-Tees⁠(d), Anglia, Regatul Marii Britanii) a fost un navigator englez în serviciul companiei Hudson's Bay și ofițer al Royal Navy. El a fost ales Fellow al Royal Society la 7 aprilie 1737.